# 河西新太郎
河西 新太郎（かわにし しんたろう、1912年5月2日 - 1990年9月8日）は、昭和時代日本の詩人、作詞家。香川県出身。

## 来歴
1912年（明治45年）5月2日、高松市に生まれる。旧制高松中学校を経て東洋大学を卒業後、1937年（昭和12年）に東京朝日新聞が主催した「亜欧連絡記録大飛行応援歌」に応募作が一等入選で採用された。その後、大阪朝日新聞に入社し西部本社記者となるが1945年（昭和20年）7月の高松空襲直前に退社して帰郷し、以降の人生を高松で詩人・作詞家として過ごす。
戦後は詩誌『日本詩人』を主宰する傍ら西沢爽プロ専属作詞家として依頼や懸賞公募で生涯に400曲余りの校歌や市町村歌、コマーシャルソングの作詞を行い、朝日新聞社の嘱託で同社が主催する懸賞公募の歌詞審査員を務めた。
1990年（平成2年）9月8日逝去。享年79（満78歳没）。

## 著書
- 傀儡の人類史（東都大学詩人連盟、1932年）
- 世紀の風（詩報発行所、1938年）
- 南へ飛ぶ歌 南進の先駆者菅沼貞風伝（田中宋栄堂、1942年）
- 現代詩人論（日本詩人社、1949年）
- 人生の四季 NHK朗読詩集（白川書院、1960年）
- 河西新太郎詩集（宝文館出版・昭和詩大系、1977年）
- 作詞集 長い道（日本詩人社、1977年）
- 悔なし海に死すとも 生田春月と海の詩碑（讃文社、1981年）
- 蔦島にて（日本詩人社、1986年）

### 編著
- 瀬戸内海詩人選集（四国民報社文芸部、1934年）
- 日本海洋詩集（詩壇新聞社、1935年）
- 現代詩人随筆選集（詩壇新聞社、1936年）
- 戦時日本詩集（国民詩人協会、1942年）

## 作詞
- 亜欧連絡記録大飛行応援歌（作曲：田村虎蔵）
- オリーブの歌（作曲：服部良一）[5]
- 夢の豊橋（作曲：古関裕而）[6]
- 町から村へ（朝日新聞宣伝歌。作曲：古関裕而）
- 我れらのカープ（作曲者不詳[注 1]） - 広島カープ初代球団歌。
- 阪急ブレーブスの歌（作曲：河崎一朗）[注 2]

### 校歌
- 香川県立高松高等学校校歌 - 前身の旧制高松中学校卒業生として学校からの依頼を受けて作詞[7]。
- 香川県立農業経営高等学校校歌
- 高松中央高等学校校歌
- 大分県立大分鶴崎高等学校校歌
- 香川大学教育学部附属高松中学校校歌
- 高松市立紫雲中学校校歌
- 高松市立古高松中学校校歌
- 高松市立山田中学校校歌
- 高松市立香南中学校校歌 - 前身の香南町立香川中学校の校歌を作詞
- さぬき市立長尾中学校校歌
- さぬき市立造田小学校
- 高松市立二番丁小学校校歌
- 高松市立松島小学校校歌
- 高松市立木太小学校校歌
- 高松市立古高松小学校校歌
- 高松市立香西小学校校歌
- 高松市立川島小学校校歌
- 高松市立太田南小学校校歌
- 高松市立古高松南小学校校歌 - 公募作品に補作
- 高松市立屋島西小学校校歌

### 自治体歌
- 本荘市民歌（作曲：平井康三郎）
- 三鷹市民の歌（作曲：芥川也寸志）
- 韮崎市民歌（作曲：三神道雄）
- 七尾市歌（作曲：供田武嘉津）
- 姫路市歌（作曲：須藤五郎）
- 三戸町民歌（作曲：千葉了道）
- 三朝町歌（作曲：山田堯明）